# DSA-523
La DSA-523 es una carretera perteneciente a la Red Secundaria de la Diputación Provincial de Salamanca que une las localidades de Golpejas y Ledesma.
También pasa por la localidad de Espino de los Doctores.

## Recorrido
La carretera DSA-523 tiene su origen en Golpejas en la intersección con las carreteras CL-517, y DSA-410, y termina en el casco urbano de Ledesma, en la intersección con las carreteras SA-305, y DSA-541 formando parte de la Red de carreteras de Salamanca.
| Golpejas (Intersección con / ) - Ledesma (Intersección con / ) | Golpejas (Intersección con / ) - Ledesma (Intersección con / ) | Golpejas (Intersección con / ) - Ledesma (Intersección con / ) | Golpejas (Intersección con / ) - Ledesma (Intersección con / ) | Golpejas (Intersección con / ) - Ledesma (Intersección con / ) | Golpejas (Intersección con / ) - Ledesma (Intersección con / ) | Golpejas (Intersección con / ) - Ledesma (Intersección con / ) | Golpejas (Intersección con / ) - Ledesma (Intersección con / ) | Golpejas (Intersección con / ) - Ledesma (Intersección con / ) | Golpejas (Intersección con / ) - Ledesma (Intersección con / ) | Golpejas (Intersección con / ) - Ledesma (Intersección con / ) |
| Esquema                                                        | PK                                                             | Sentido Ledesma                                                | Sentido Ledesma                                                | Sentido Ledesma                                                | Sentido Ledesma                                                | Sentido Golpejas                                               | Sentido Golpejas                                               | Sentido Golpejas                                               | Sentido Golpejas                                               | Incidencias                                                    |
| Esquema                                                        | PK                                                             | Velocidad                                                      | Elemento                                                       | Salida                                                         | Salida                                                         | Salida                                                         | Salida                                                         | Elemento                                                       | Velocidad                                                      | Incidencias                                                    |
| Esquema                                                        | PK                                                             | Velocidad                                                      | Elemento                                                       | Dir.                                                           | Nombre                                                         | Nombre                                                         | Dir.                                                           | Elemento                                                       | Velocidad                                                      | Incidencias                                                    |
| -------------------------------------------------------------- | -------------------------------------------------------------- | -------------------------------------------------------------- | -------------------------------------------------------------- | -------------------------------------------------------------- | -------------------------------------------------------------- | -------------------------------------------------------------- | -------------------------------------------------------------- | -------------------------------------------------------------- | -------------------------------------------------------------- | -------------------------------------------------------------- |
|                                                                | 0,0                                                            |                                                                |                                                                | Villarmayor Vitigudino                                         | Villarmayor Vitigudino                                         | Villarmayor Vitigudino                                         |                                                                |                                                                |                                                                |                                                                |
| Rollán Barbadillo                                              | 0,0                                                            |                                                                |                                                                |                                                                |                                                                |                                                                |                                                                |                                                                |                                                                |                                                                |
| Doñinos de Salamanca Salamanca                                 | 0,0                                                            |                                                                |                                                                |                                                                |                                                                |                                                                |                                                                |                                                                |                                                                |                                                                |
|                                                                | 0,2                                                            |                                                                |                                                                | Tirados de la Vega                                             | Tirados de la Vega                                             | Tirados de la Vega                                             | Tirados de la Vega                                             |                                                                |                                                                |                                                                |
|                                                                | 0,6                                                            |                                                                |                                                                | GOLPEJAS                                                       | GOLPEJAS                                                       | GOLPEJAS                                                       | GOLPEJAS                                                       |                                                                |                                                                |                                                                |
|                                                                | 4,3                                                            |                                                                |                                                                | Vega de Tirados                                                | Vega de Tirados                                                | Vega de Tirados                                                | Vega de Tirados                                                |                                                                |                                                                |                                                                |
|                                                                | 5,5                                                            |                                                                |                                                                | ESPINO DE LOS DOCTORES                                         | ESPINO DE LOS DOCTORES                                         | ESPINO DE LOS DOCTORES                                         | ESPINO DE LOS DOCTORES                                         |                                                                |                                                                |                                                                |
|                                                                | 5,6                                                            |                                                                |                                                                | Baños de Ledesma                                               | Baños de Ledesma                                               | Baños de Ledesma                                               | Baños de Ledesma                                               |                                                                |                                                                |                                                                |
|                                                                | 5,9                                                            |                                                                |                                                                | ESPINO DE LOS DOCTORES                                         | ESPINO DE LOS DOCTORES                                         | ESPINO DE LOS DOCTORES                                         | ESPINO DE LOS DOCTORES                                         |                                                                |                                                                |                                                                |
|                                                                | 6,3                                                            |                                                                |                                                                | Peñalvo Trabadillo                                             | Peñalvo Trabadillo                                             | Peñalvo Trabadillo                                             | Peñalvo Trabadillo                                             |                                                                |                                                                |                                                                |
|                                                                | 12,9                                                           |                                                                |                                                                | LEDESMA                                                        | LEDESMA                                                        | LEDESMA                                                        | LEDESMA                                                        |                                                                |                                                                |                                                                |
|                                                                | 13,500                                                         |                                                                |                                                                |                                                                | Peñausende Zamora Trabanca Almeida de Sayago Salamanca         | Peñausende Zamora Trabanca Almeida de Sayago Salamanca         | Peñausende Zamora Trabanca Almeida de Sayago Salamanca         |                                                                |                                                                |                                                                |
|                                                                | 13,500                                                         | Gejuelo del Barro Villar de Peralonso                          |                                                                |                                                                |                                                                |                                                                |                                                                |                                                                |                                                                |                                                                |
|                                                                | 13,500                                                         | La Fuente de San Esteban Villarmayor                           |                                                                |                                                                |                                                                |                                                                |                                                                |                                                                |                                                                |                                                                |